# أزمة اللاجئين في الهند الصينية

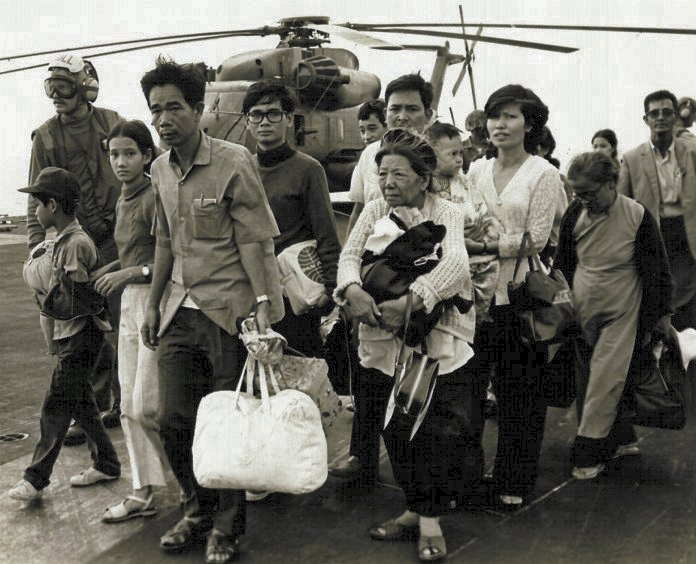
لاجئون من جنوب فيتنام يسيرون عبر سفينة تابعة للبحرية الأمريكية - 1975

تمثلت أزمة اللاجئين في الهند الصينية في التدفق الكبير للاجئين من المستعمرات الفرنسية السابقة في الهند الصينية التي تضم دول فيتنام، وكمبوديا، ولاوس، بعد تأسيس الحكومات الشيوعية في العام 1975. على مدى السنوات الـ25 التالية ومن إجمالي سكان الهند الصينية البالغ 56 مليونًا في العام 1975، خاض أكثر من 3 ملايين شخص هذه الرحلة الخطيرة ليصبحوا لاجئين في بلدان أخرى من جنوب شرق آسيا، وهونغ كونغ، أو الصين. ووفقًا للمفوضية السامية للأمم المتحدة لشؤون اللاجئين فإن 250.000 لاجئًا فيتناميًا قد لقوا حتفهم في البحر بحلول يوليو من العام 1986. أُعيد توطين أكثر من 2.5 مليون هندي صيني، معظمهم في أمريكا الشمالية، وأستراليا، وأوروبا. وأُعيد أكثر من 525،000 شخصًا، من كمبوديا بشكل رئيسي، إما طوعًا أو كرهًا.
ضمت موجة اللاجئين من الهند الصينية عددًا من الشعوب المختلفة بما في ذلك الفيتناميين، والفيتناميين الصينيين (أقلية هوا)، والكمبوديين الفارين من الخمير الحمر، والمجاعة، وإثنيات لاو، وياو، وهمونغ إضافة إلى شعوب المرتفعات الأخرى في لاوس، ومونتاينارد، وشعوب المرتفعات في فيتنام. فرّ جميعهم إلى البلدان المجاورة لطلب اللجوء المؤقت، وطلب معظمهم إعادة التوطين الدائم في بلدان أخرى. اتخذ تدفق اللاجئين والأزمة الإنسانية منحىً حادًا بشكل خاص في عامي 1979 و1980.
استمرت أصداء أزمة لاجئي الهند الصينية حتى القرن الواحد والعشرين. وقد أعيد آخر قارب للاجئين من ماليزيا في العام 2005. وعمِدت تايلاند إلى ترحيل 4000 لاجئ من الهمونغ في العام 2009.

## سقوط سايغون 1975
في ربيع 1975، تقدمت جيوش شمال فيتنام والفييت كونغ بسرعة نحو الجنوب، وبحلول أوائل أبريل كانت هزيمة واحتلال فيتنام الجنوبية من قبل الشمال شبه مؤكدة.  خلال حرب فيتنام، وظفت الحكومة الأمريكية ما يقرب من مليون فيتنامي أو كانوا أفراد عائلة موظفين سابقين، وساد اعتقاد بأنهم عرضة لخطر الاضطهاد أو الإعدام من قبل الفيتناميين الشماليين المنتصرين. وخوفًا من أن تؤدي شائعات الإخلاء إلى بثّ حالة من الذعر بين سكان فيتنام الجنوبية، بدأ التخطيط المكثف في 18 أبريل 1975 عندما أنشأ الرئيس الأمريكي جيرالد فورد فرقة عمل مشتركة بين الوكالات برئاسة جوليا تافت «لتنسيق... إجلاء المواطنين الأمريكيين، والمواطنين الفيتناميين، ومواطني الدول الأجنبية من فيتنام». في الوقت الذي وصلت فيه القوات العسكرية لفيتنام الشمالية إلى ضواحي سايغون، كانت المدينة ترزح تحت تضخم التعداد السكاني بسبب نزوح مئات الآلاف من المناطق التي سيطرت عليها الجيوش الشيوعية.
بدأ عملية الإجلاء واسعة النطاق للفيتناميين بواسطة طائرات النقل العسكرية الأمريكية في 23 أبريل من مطار تان سون نهات في سايغون. أطلقت صواريخ شمال فيتنام على تان سون نهوت في 29 أبريل، مما أسفر عن مقتل اثنين من مشاة البحرية الأمريكية، وأُغلق المطار في وقت لاحق من ذلك اليوم. تكدس الآلاف من الفيتناميين والأمريكيين داخل السفارة الأمريكية وفي الشوارع المحيطة بالسفارة بانتظار الإجلاء. طوال فترة ظهيرة ذلك اليوم وخلال الليل كذلك، هبطت المروحيات العسكرية على سطح السفارة وحملت الأشخاص الذين تم إجلاؤهم إلى سفن البحرية الأمريكية المنتظرة قبالة الشاطئ. فرّ عشرات الآلاف من الفيتناميين بأنفسهم عبر أخذ القوارب إلى البحر ومطالبة البحرية الأمريكية بحملهم. في وقت مبكر من صباح 30 أبريل، أجلت طائرة هيلوكوبتر آخر الأمريكيين من سطح السفارة، وكانوا عبارة عن 11 شخص من مشاة البحرية. وتُرك العديد من الفيتناميين ومواطني الدول الأجنبية الذين كانوا ينتظرون أو يأملون في الإجلاء.
بلغ إجمالي عدد الفيتناميين الذين تم إجلاؤهم 138،000. نُقل معظمهم عن طريق سفن البحرية إلى غوام للقيام بالإجراءات اللازمة لدخول الولايات المتحدة ومن هناك نُقلوا إلى إحدى القواعد العسكرية الأربع: فورت تشافي في أركنسا، وكامب بندلتون في كاليفورنيا، وفورت إنديانتاون غاب في بنسلفانيا، وقاعدة القوة الجوية في فلوريدا إغلين. عبر الأشهر القليلة التالية، أُعيد توطين 130,000 فيتنامي في جميع الولايات الأمريكية. أُعيد توطين بضعة آلاف من اللاجئين في دول أخرى وخاصة كندا، أو اختاروا العودة إلى فيتنام.
بعد أشهر قليلة من سقوط سايغون، أدرك المسؤولون الأمريكيون أن المزيد من اللاجئين كانوا يعبرون الحدود هربًا من فيتنام. أنشأت الولايات المتحدة مكتبًا للاجئين في بانكوك، بتايلاند برئاسة ليونيل روزنبلات للبت في ملفات اللاجئين الإضافيين لدخول الولايات المتحدة.